# Idrottsakademins hederspris
Idrottsakademins hederspris delas ut till en person inom idrotten som genom sina bestående insatser skapat beundran och respekt samt berikat svensk idrott. Det har delats ut sedan 2003.
Priset delas ut på Svenska Idrottsgalan.

## Lista över vinnare[2]
| år   | person / lag                                   | yrke                      | Ref   |
| ---- | ---------------------------------------------- | ------------------------- | ----- |
| 2003 | Lennart Johansson                              | f.d ordförande UEFA       |       |
| 2004 | Sven "Plex" Pettersson                         | Journalist                |       |
| 2005 | Ingemar Johansson                              | Boxare                    |       |
| 2006 | Delades inte ut                                |                           |       |
| 2007 | Delades inte ut                                |                           |       |
| 2008 | Sven Tumba                                     | Ishockeyspelare           |       |
| 2009 | Arne Ljungqvist                                | Idrottsledare - Friidrott |       |
| 2010 | Delades inte ut                                |                           |       |
| 2011 | Ingemar Stenmark                               | Alpint                    |       |
| 2012 | Delades inte ut                                |                           |       |
| 2013 | Toini Gustafsson Rönnlund                      | Längdskidor               |       |
| 2014 | Delades inte ut                                |                           |       |
| 2015 | Delades inte ut                                |                           |       |
| 2016 | Peter Forsberg, Nicklas Lidström & Mats Sundin | Ishockey                  |       |
| 2017 | Jan-Ove Waldner                                | Bordtennis                |       |
| 2018 | Delades inte ut                                |                           | [ 1 ] |
| 2019 | Pernilla Wiberg                                | Alpint                    | [ 3 ] |
| 2020 | Annika Sörenstam                               | Golf                      | [ 4 ] |
| 2021 | Mats Wilander                                  | Tennis                    | [ 5 ] |
| 2022 | Delades inte ut                                |                           |       |
| 2023 | Magdalena Forsberg                             | Skidskytte                | [ 6 ] |